# Zhang Zhong
Zhang Zhong (章鍾 5 de septiembre de 1978) Gran Maestro Internacional de ajedrez de China.
En enero de 2009, tenía 2656 puntos de ELO en la lista de la FIDE.
Fue en 2001 y 2003 ganador del Campeonato de China de ajedrez.
Fue medalla de plata en los campeonatos mundiales juveniles de 1998 (tras Darmen Sadvakasov).
Consiguió 8,5/12 en las olimpiadas de Bled.
Fue primero con 11/13 en el torneo de Wijk aan Zee en 2003, tres puntos por encima de rival más inmediato, lo que lo clasificó para el prestigioso torneo de Wijk aan Zee en 2004, donde hizo 5/13.
Zhang casi siempre abre con 1. e4 cuando le tocan blancas, haciendo la apertura española después 1... e5 evitando la defensa siciliana (1... c5) jugando 2. Nf3 y 3. Bb5 (o 3. d3 tras 2... e6). Con negras, emplea la siciliana contra 1. e4, a veces la variación de Najdorf. Contra 1. d4 suele jugar la defensa Nimzo-India y la defensa India de Dama.